# VECTOR
De Vector (voluit: Versatile Expeditionary Commando Tactial Off Road) is een door de lucht transporteerbaar militair terreinvoertuig dat in gebruik is bij het Korps Commandotroepen (KCT) van de Koninklijke Landmacht. Sinds 2015 zijn er 75 in dienst genomen. Het voertuig is ontworpen en geproduceerd in Nederland door de firma Defenture.

## Geschiedenis
Gedurende de aanwezigheid van Nederland in Uruzgan zag de krijgsmacht de impact van IED's, bermbommen. Er ontstond behoefte aan een voertuig dat hier een antwoord op had. Het nieuwe voertuig moest de gebaande paden ontwijken en zich op onverhard terrein kunnen begeven. Derhalve ging het Ministerie van Defensie In 2013 op zoek naar een dergelijk "rally" voertuig ter vervanging van de Mercedes-Benz G280 CDI. Het pakket van eisen omvatte de volgende zaken:
- moet onder een Chinook-helikopter kunnen hangen en ook in een Chinook passen;
- moet beter functioneren in zwaar terrein dan zijn voorganger;
- moet een groter laadvermogen hebben dan zijn voorganger;
- Moet uitgerust kunnen worden met een Browning M2 mitrailleur en/of een AGL-granaatwerper.

Een van de concurrenten van de Vector gedurende het aanbestedingsproces was de General Dynamics ALSV 'Flyer', waarvan het SOCOM van het Amerikaanse leger er 1300 bestelde in 2013. Uiteindelijk koos het Ministerie van Defensie voor de Vector.

## Ontwikkeling
De Vector is ontwikkeld door Defenture in Tiel, een consortium van Nederlandse industriële bedrijven waarin onder andere VDL (voertuigconstructie) en Ten Cate ( Dyneema-bepantsering) deelnemen en waaraan ook motorcrosser met Dakar-ervaring Gerard Rond is verbonden. Bij de ontwikkeling is nauw samengewerkt met het Korps Commandotroepen(KCT) van de Landmacht en de Defensie Materieel Organisatie (DMO), door deze pas-en meetsessies voldoet het voertuig aan de wensen van de "special forces operator".
Defenture leverde begin 2014 twee testvoertuigen aan het Korps Commandotroepen. Begin 2015 begonnen beproevingen van de twee testvoertuigen.
In december 2017 ontving het KCT de eerste van de in totaal 50 voertuigen. In juni 2018 werd de order vergroot met 25 voertuigen tot 75 stuks totaal.  Ook de Luchtmobiele Brigade en het Korps Mariniers hebben interesse getoond in de Vector. In december 2022 heeft Defenture een aanvullende order ontvangen van 41 voertuigen ten behoeve van de Luchtmobiele Brigade.

## Beschrijving

### Cockpit

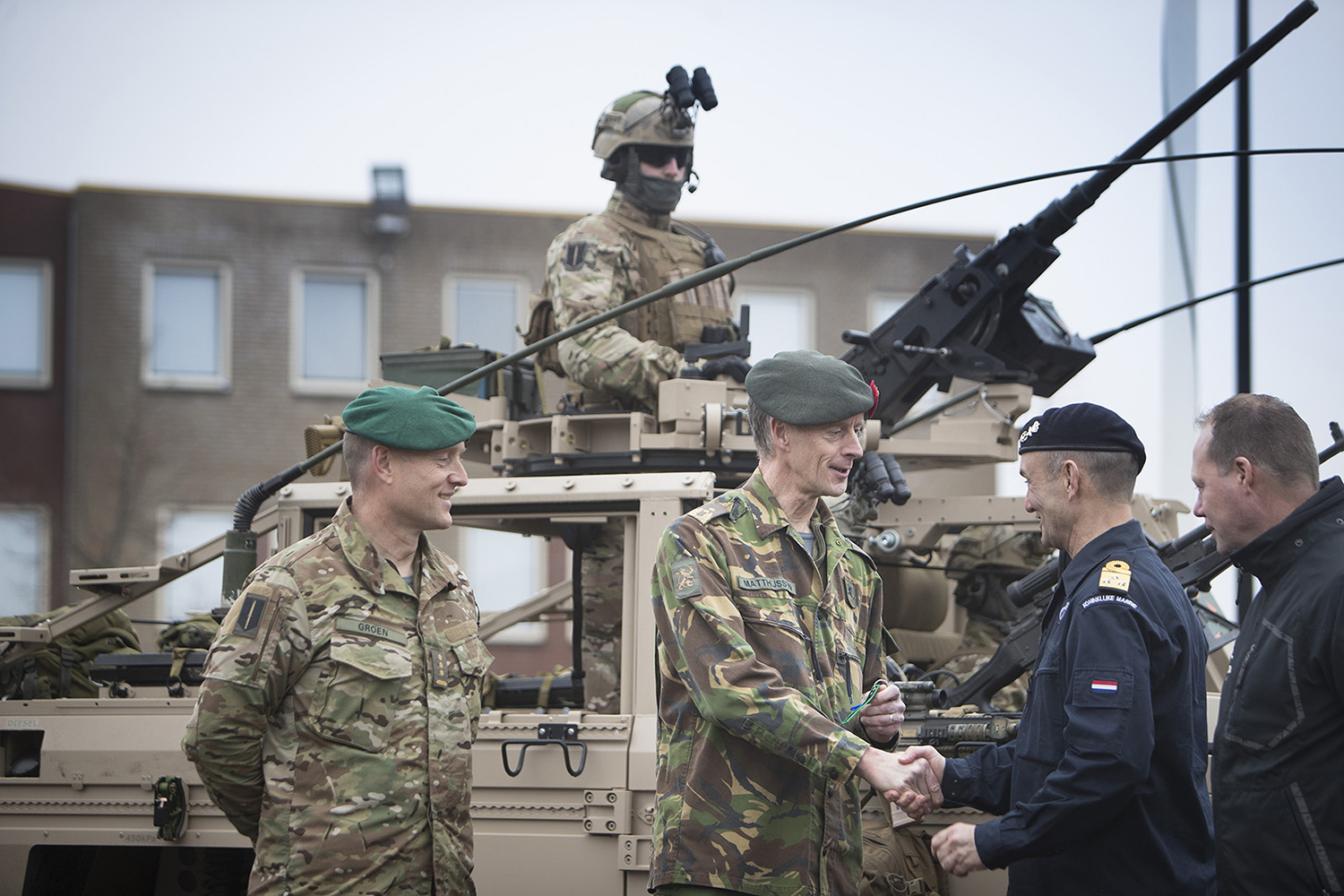
Vice-admiraal De Waard (directeur DMO), draagt de eerste Vector commandovoertuig over aan plaatsvervangend Commandant Landstrijdkrachten generaal-majoor Matthijssen.

De stoelen van bestuurder en bijrijder zijn uitgebreid verstelbaar en voorzien van uitneembare lende- en rug-modules. Er is voldoende beenruimte. De stoelen achterin zijn opklapbaar. De Vector heeft een boordcomputer die alle belangrijke systemen controleert en weergeeft op het speciale dashboard.

### Bewapening
Standaard heeft de Vector twee affuiten. Rechtsvoor heeft de bijrijder de beschikking over een affuit waar naar keuze een MAG of Minimi machinegeweer op te monteren zijn. Om de bijrijder zijn boordwapen goed te kunnen laten bedienen is diens stoel in hoogte verstelbaar. Hij zit hierdoor iets hoger dan de bestuurder. Centraal achter de bestuurder is een ringaffuit gemonteerd die kan worden voorzien van een Browning M2 HB .50 machinegeweer of een Heckler & Koch AGW 40 mm automatische granaatwerper. Het voertuig is voorzien van een rookbuslanceerinrichting met 5 bussen voorop het voertuig en vijf aan de achterzijde.

### Uitrusting
De open Vector is uit te rusten met een dekzeil. Het voertuig is voorzien van verduisteringsverlichting en is daarnaast ook van infrarood verlichting voorzien om het gebruik 's nachts onder tactische omstandigheden waarbij de chauffeur nachtzichtapparaatuur draagt mogelijk te maken.
Aan de achterkant en zijkanten van het voertuig zijn beugels bevestigd waaraan de persoonlijke wapens zoals de Heckler & Koch HK416 en kortedracht-antitankwapens zoals de LAW en AT-4 bevestigd kunnen worden. De velgen zijn voorzien van een noodloopelement: een massief kunststof ring die om de velg ligt. Daarmee kan zelfs met lekgeschoten banden verder gereden worden. Een ander voordeel is dat de band bij (te) lage bandenspanning niet van de velg af kan lopen. Doordat een lage bandenspanning in het terrein meer tractie biedt zal er vaak met een lage bandenspanning gereden worden. Om de bandenspanning snel en eenvoudig aan te kunnen passen is een luchtcompressor aan boord. De Vector is voorzien van een elektrische lier die zowel aan de voor- als achterzijde te monteren is en waarmee het voertuig bv. zichzelf los kan trekken.
De Vector is optioneel te voorzien van 4 hydraulische stempels, die of de vooras, of de achteras of beide tegelijk op te heffen. Hierdoor kan snel en eenvoudig een wiel verwisseld worden, of een vastgereden voertuig uitgegraven worden.

### Communicatie
De Vector is uit te rusten met diverse communicatiemiddelen. Er zijn aansluitmogelijkheden voor verschillende antennes.
Daarnaast is mogelijk om stoorzenders tegen afstand bedienbare bermbommen (remote controlled improvised explosive device of RCIED-jammers) te plaatsen.

### Bescherming
De standaarduitvoering van de Vector heeft slechts beperkte ballistische bescherming in het schutbord, in de A-stijl voor de voordeur en in de B-stijl tussen de voor- en achterdeur. De bescherming is uit te breiden met een ‘laag’ ballistisch pakket, waarbij de vier panelen in de deuren plaats maken voor ballistische panelen, terwijl vier van dergelijke panelen ook achter de achterstoelen te plaatsen zijn. Ook een ‘hoog’ ballistisch pakket is mogelijk, waarbij de voor- en zijruiten te vervangen zijn door ballistische transparante ruiten. Daarnaast is het mogelijk een mijnbeschermingspakket in de vorm van een gepantserde bodemplaat aan de onderzijde van het voertuig en een dubbele vloer aan te brengen.
De ballistische pakketten voldoen aan level 1 conform STANAG 4569 en bieden bescherming tegen kaliber 5,56 mm en 7,62  mm munitie verschoten van een afstand van 30 m. Level 1 biedt tevens bescherming tegen de uitwerking van 155  mm HE-granaten op een afstand van 100 m en handgranaten, artilleriesubmunitie en overige anti-personeelsexplosieven onder het voertuig.

### Transport
Het voertuig kan als underslung vervoerd worden onder een Chinook helikopter en kan tevens ook in de Chinook vervoerd worden. Om dit laatste mogelijk te maken is de ringaffuit door middel van scharnieren in te klappen. Het wapen hoeft daarvoor niet verwijderd te worden en is dus tot het laatste moment of gelijk na het verlaten van de helikopter inzetbaar. Verder kan de Vector ook in een in 20ft container (1TEU) vervoerd worden.

## Specificaties

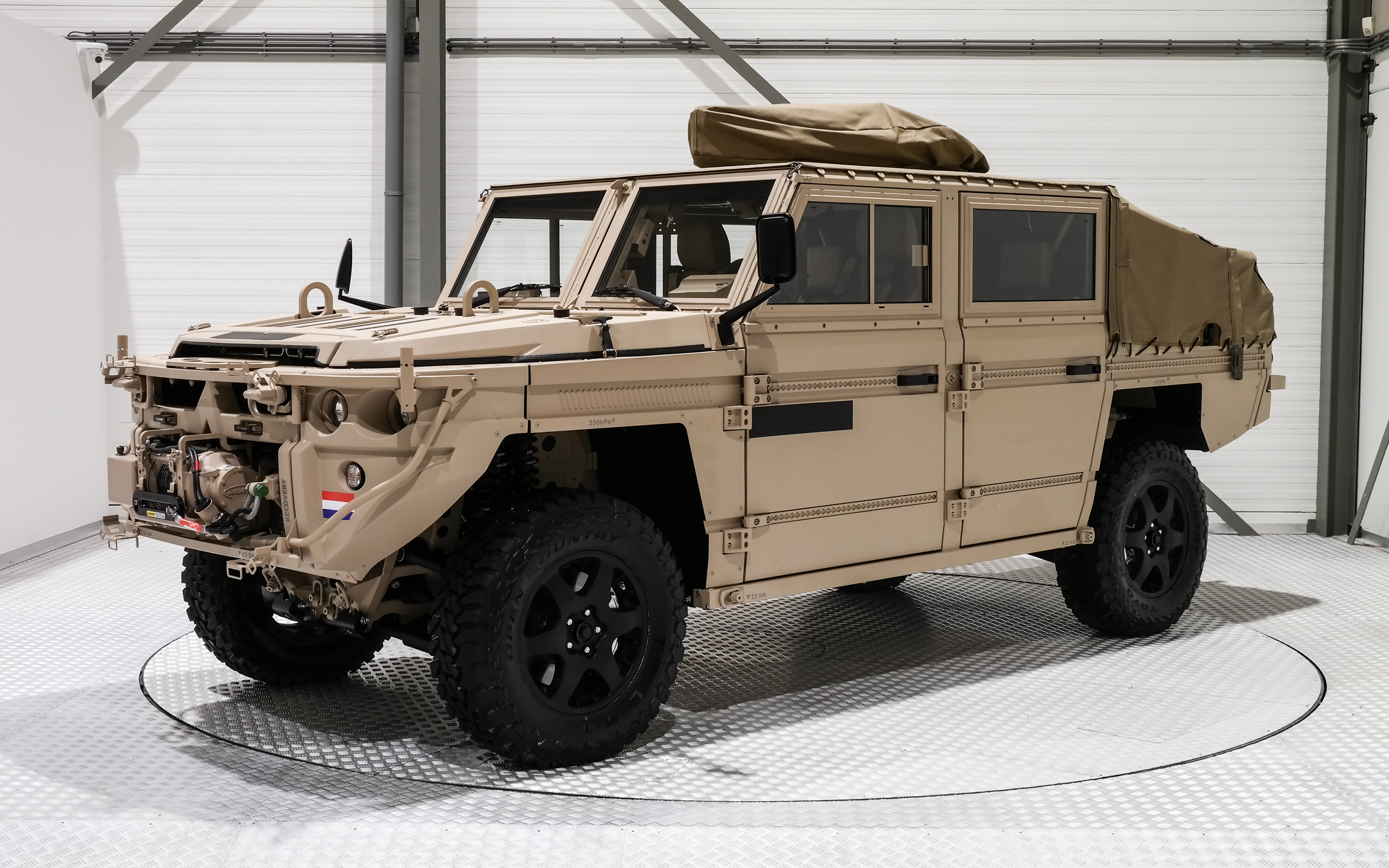
Vooraanzicht VECTOR

### Algemeen
- Lengte: 5100  mm
- Breedte: 1800  mm
- Hoogte: 1900  mm
- Wielbasis: 3100  mm[1]
- Draaicirkel met 4-wielbesturing: 9 m
- Draaicirkel zonder 4-wielbesturing: 13,5 m
- Oploophoek: 46.5 graden
- Afloophoek: 43.5  graden
- Maximaal totale voertuigmassa: 4700 kg

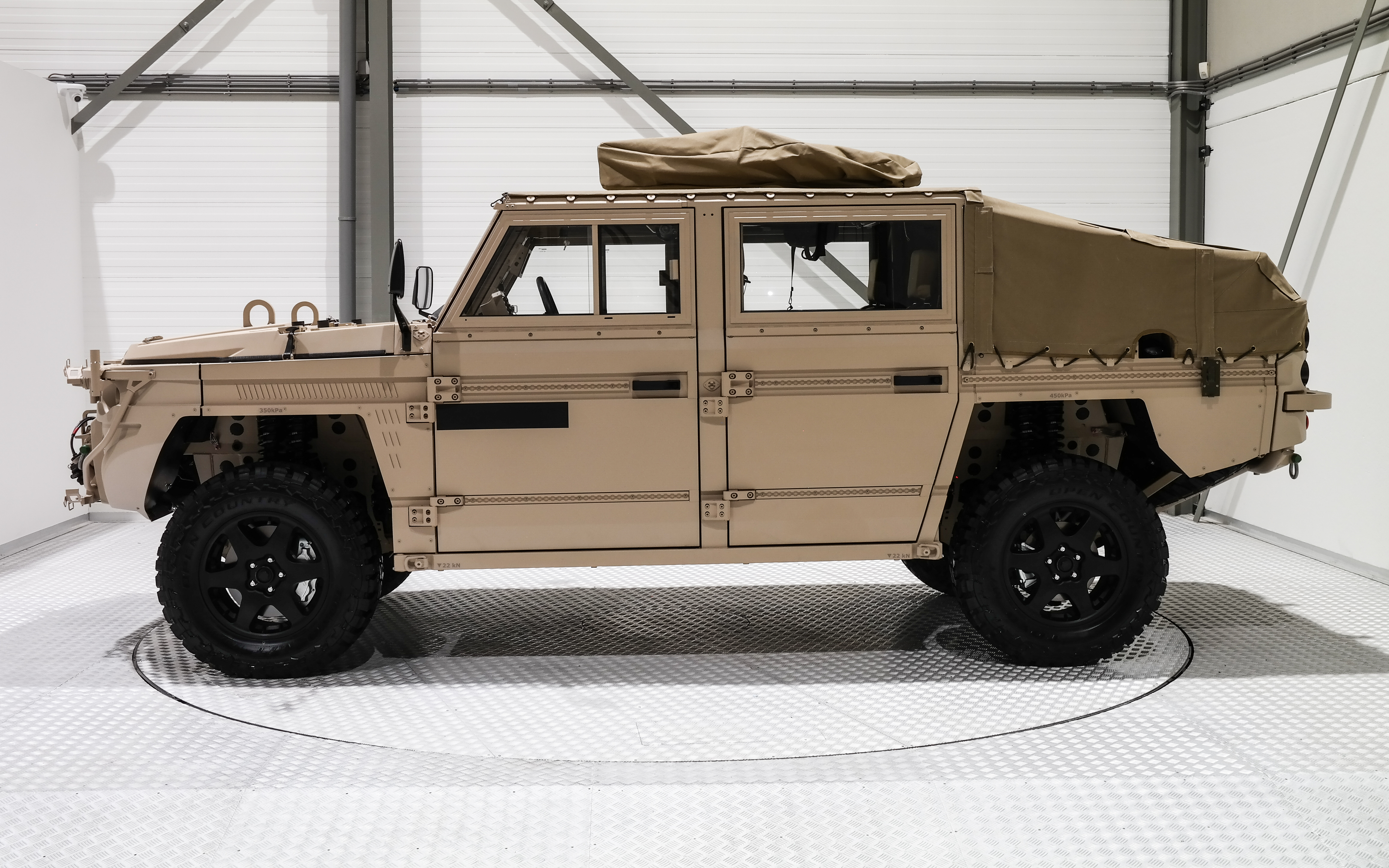
Zijaanzicht VECTOR

  - Massa basisgebruik: 3070 kg
- Aantal zitplaatsen: 4
- Zijaanzicht VECTORAantal personen: 5
- Aantal deuren: 4
- Bandenmaat: 275/70/18
- Velgen (inch): 18[17]

### Motor
- Type: Steyr[9] 3200cc-zescilinder-viertakt
- Max. vermogen: 220 pk (160 kW)
- Max. koppel: 500 Nm
- Versnellingsbak: ZF automatische 6 trap met hoge en lage gearing
- Brandstof: multi-diesel F54, F34, F35, F44, F63 De motor is zonder aanpassingen met verschillende soorten dieselolie of kerosine af te tanken.[9]
- Inhoud brandstoftank: 115 L
- Aandrijflijn: 4×4, permanente 4 wielaandrijving met 3 sperren.

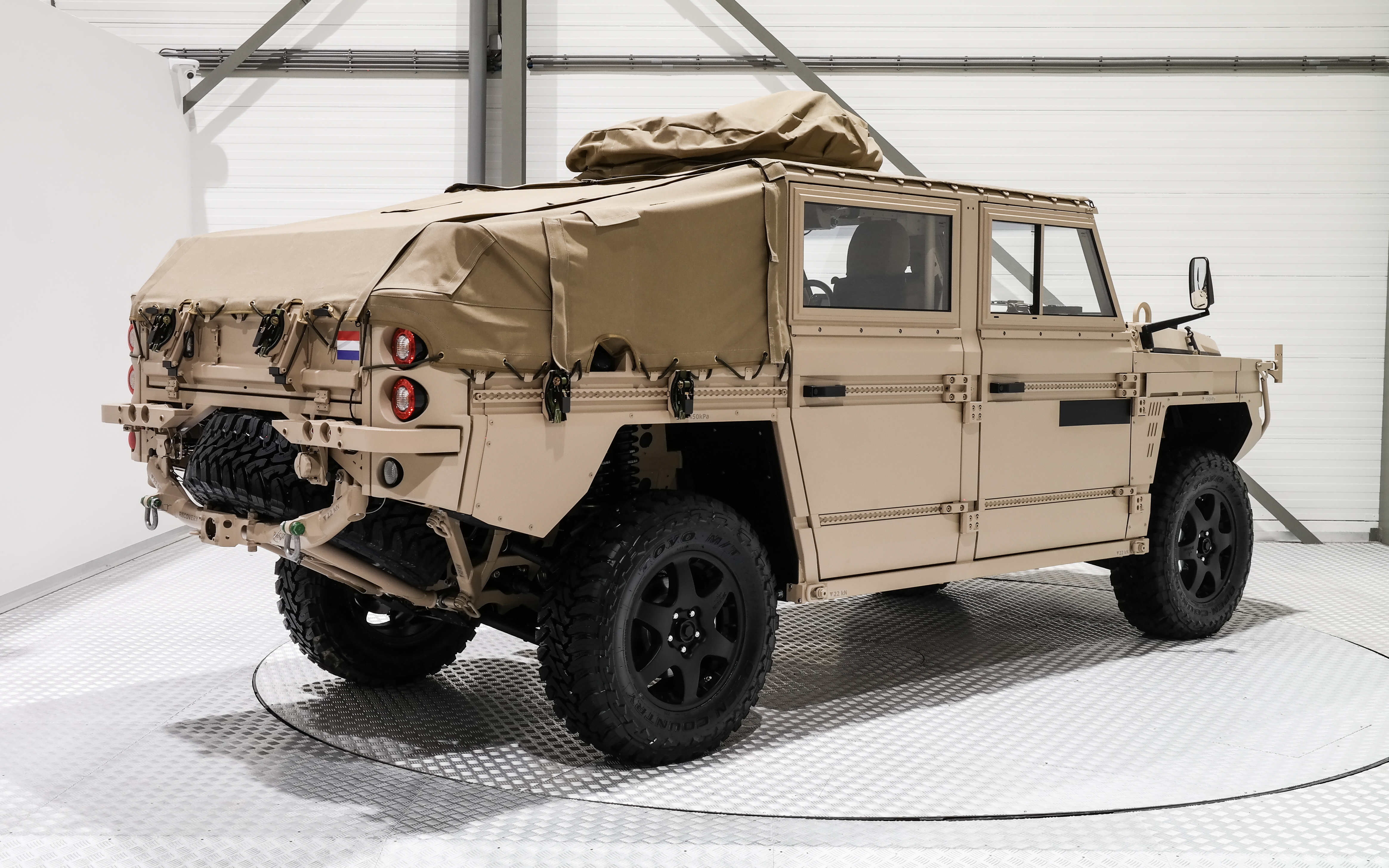
Achterzijde VECTOR

- Achterzijde VECTORDifferentieel voor/achter: elektrisch ontgrendelbaar
- Inschakelbare 4-wielbesturing[17]

### Prestaties
- Max. laadvermogen: 1440 kg[9]
- Max. snelheid (weg): 170 km/u begrensd op 130 km/u
- Max. snelheid (terrein): 95 km/u[9]
- Max. rijbereik: 800 km
- Waadvermogen: 75 cm[9]
- Bodemvrijheid onbeladen: 340 mm[17]

## Inzet
Een van beide testvoertuigen werd door het Korps Commandotroepen in 2014 en 2015 tijdens de VN-missie MINUSMA in Mali getest.

## In gebruik bij
- Koninklijke Landmacht: Korps Commandotroepen
- Koninklijke Marine: Netherlands Maritime Special Operations Forces
- Opleiding en Trainingcentrum Logistiek

Ten behoeve van technische opleidingsdoeleinden.